# Борбин
Борбин (укр. Борбин) — село в Острожецкой сельской общине Дубенского района Ровненской области Украины. До 2020 года входил в Уездецкий сельский совет Млиновского района.
Население по переписи 2001 года составляло 868 человек. Почтовый индекс — 35182. Телефонный код — 3659. Код КОАТУУ — 5623889202.
В селе есть средняя школа, дом культуры, фельдшерско-акушерский пункт, 4 магазина, православный храм Московского патриархата, а также есть Церковь христиан веры евангельской пятидесятников.

## Известные жители
- Павел (Лебедь)